# بيتير نورفينغ
بيتير نورفينغ (بالإنجليزية: Peter Norvig) (و. 1956  م) هو عالم حاسوب، وباحث في مجال الذكاء الاصطناعي أمريكي، هو عضوٌ في الأكاديمية الأمريكية للفنون والعلوم، ورابطة مكائن الحوسبة.

## التعليم
تعلم في جامعة كاليفورنيا، بركلي.

## أعمال بارزة
من أهم أعماله:
- الذكاء الصناعي: مقاربة حديثة.

## جوائز
حصل على جوائز منها:
- زمالة رابطة مكائن الحوسبة [الإنجليزية]‏ (2006)
- زمالة جمعية النهوض بالذكاء الاصطناعي
- زمالة جمعية للآلات البرمجية.